# Şakir Bilgin
Şakir Bilgin (Bolu, 1951) est un écrivain germano-turc.
Après ses études à Istanbul, il est professeur d'instruction physique en Turquie et à Cologne.
Il est en prison pendant ses vacances en 1982 à cause de ses relations avec Devrimci Sol.

## Œuvres
- Güneş Her Gün Doğar, 1988
- Devrimden Konuşuyorduk, 1990, Istanbul
- Lasst die Berge unsere Geschichte erzählen. Dipa Verlag, Frankfurt 1991
- Bırak Öykümüzü Dağlar Anlatsın,1992
- Sürgündeki Yabancı, 1998, Istanbul
- Bir Daha Susma Yüreğim, 2001, Köln
- Güzellikler Yeter Bana, 2003, Köln
- Ich heiße Meryem, nicht Miriam. Internationales Kulturwerk-Hildesheim, 2005